# Н’Диайе, Макоду
Макоду Н’Диайе (Macodou N’diaye; род. 21 декабря 1962) — сенегальский шашист (международные шашки), бронзовый призёр чемпионата мира 1994 года, Чемпион Африки 1989, 1992, 1994 и 2009 годов. Президент Африканской конфедерации шашек. Международный гроссмейстер.

## Спортивные достижения

### Чемпионат мира
- 1990 (4 место)
- 1992 (15 место)
- 1994 (3 место)
- 1996/1997 (3 место в полуфинальной группе D)
- 2017 (5 место в полуфинале С).

### Чемпионат Африки
- 1985 (2 место)
- 1990 (1 место)
- 1992 (1 место)
- 1994 (1 место)
- 2009 (1 место)

### Международные турниры
1 место:
- 2005: Thailand Open
- 2011: Thailand Open
- 2012: Brunssum Open
- 2013: Brunssum Open
- 2014: Thailand Open
- 2015: Thailand Open
- 2017: Thailand Open